# Бесими, Фатмир
Фатмир Бесими (макед. Фатмир Бесими, алб. Fatmir Besimi; род. 18 ноября 1975, Тетово, Социалистическая Республика Македония, СФРЮ) — македонский государственный деятель албанского происхождения, бывший министр обороны Республики Македония, вице-премьер по делам евроинтеграции с февраля 2013 по апрель 2016 года.

## Образование
Фатмир Бесими в 1998 году окончил экономический факультет Университета Св. Кирилла и Мефодия в Скопье. Докторскую диссертацию защитил в 2007 году в Стаффордширском университете, Великобритания.
Владеет македонским, английским, албанским и сербско-хорватским языками.

## Карьера
- С января по июль 2000 года работал в валютном департаменте тетовского филиала Промышленного банка в Скопье.
- С мая 2001 по октябрь 2002 года — в департаменте исследований и анализа Национального банка Республики Македонии.
- С ноября 2002 по август 2003 года — директор государственного предприятия „Аеродромски Услуги – Македонија“.
- С августа 2003 по ноябрь 2004 года — заместитель председателя Национального банка Республики Македонии.
- С декабря 2004 по август 2006 года — министр экономики Республики Македонии.
- С ноября 2007 по июль 2008 года — экономист Всемирного банка в Приштине, Косово.
- С июля 2008 по июль 2011 года вновь занимал пост министра экономики Республики Македонии.
- С июля 2011 по февраль 2013 года — министр обороны Республики Македония.
- С февраля 2013 по апрель 2016 года — заместитель Председателя правительства Республики Македонии по делам евроинтеграции.

## Семья
Фатмир Бесими женат, детей нет.